# Реди, Франческо
Франческо Реди (или Рэди; итал. Francesco Redi; 18 февраля 1626, Ареццо, Тоскана — 1 марта 1698, Пиза, Тоскана) — тосканский врач и натуралист. Получил образование в области философии и медицины в Пизе. Служил главным медиком Тосканского двора при герцоге Фердинандо II Медичи и главным фармацевтом герцогства.

## Научная деятельность

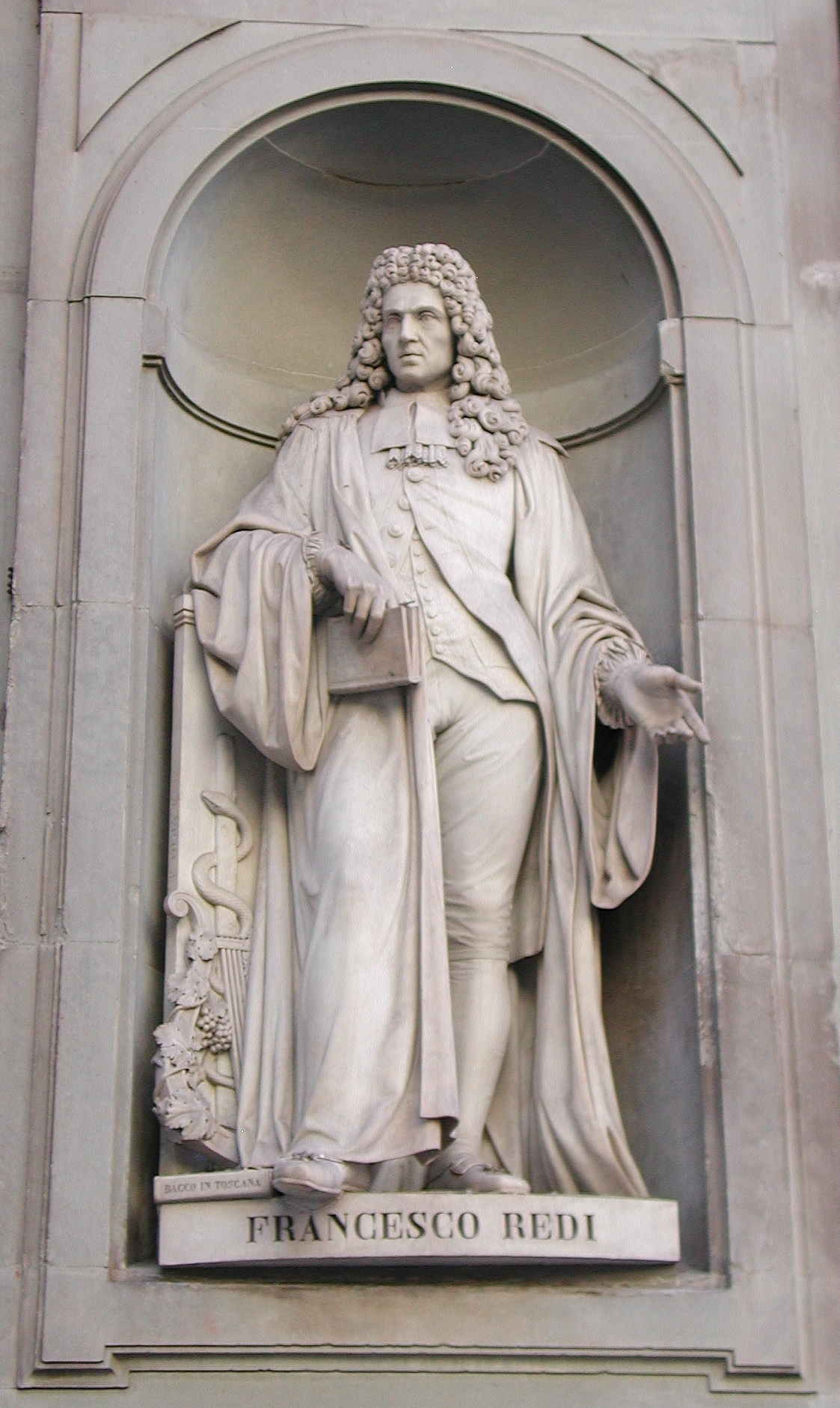
Статуя Франческо Реди в Галерее Уффици (Piazzale degli Uffizi) во Флоренции. У его ног копия Вакха в Тоскане

Поставил первые в истории биологии эксперименты, опровергающие представления Аристотеля о самозарождении жизни. Экспериментально доказал невозможность самозарождения мух из гнилого мяса (затянув часть горшков с гнилым мясом кисеей, он смог воспрепятствовать откладке яиц мухами). Результаты опытов были опубликованы в 1668 году в труде «Опыты по происхождению насекомых» (итал. Esperienze Intorno alla Generazione degl'Insetti). Также известен исследованиями змеиных ядов и паразитов (глистов).
Сформулировал научное обобщение о невозможности абиогенеза — Принцип Реди (лат. Omne vivum e vivo — жизнь происходит от живого; или рождение подобного от подобных).
Совместно с Карло Роберто Дати произвел первое исследование об истории изобретения очков.

## Литературная деятельность
С 1655 года участвовал в работе Академии делла Круска и, в частности, в подготовке третьего издания выпускавшегося ею словаря итальянского языка. Был одним из первых членов Аркадской академии. Опубликовал ряд стихотворных сочинений, из которых наибольшее значение имела поэма «Вакх в Тоскане» (итал. Bacco in Toscana; 1685).

## Память
В честь Реди названы:
- кратер на Марсе.
- итальянский журнал зоологии Redia
- награда международного общества токсикологии (International Society on Toxinology) — Redi Award
- подвид европейской гадюки Vipera aspis francisciredi